# Капустянский, Данил Евгеньевич
Дани́л Евге́ньевич Капустя́нский (род. 30 октября 2004, Оренбург) — российский футболист, полузащитник клуба «Оренбург».

## Клубная карьера

### «Оренбург»
Начинал заниматься футболом в родном городе Оренбурге, поступив в местную академию одноимённого клуба. Дебютировал за молодёжную команду 15 июля 2022 года в матче молодёжного первенства против московского «Торпедо» (0:1), проведя на поле все 90 минут. Первый мяч забил против всё того же «Торпедо», но уже в ответной встрече, закончившейся со счётом 1:1.
В январе 2023 года был вызван на зимние сборы основной команды, приняв участие в нескольких товарищеских матчах. Главный тренер команды Марцел Личка отметил, что «…Данил показывает хороший уровень, не стесняется на поле, играет, работает». А уже в феврале он подписал свой первый профессиональный контракт с клубом.
10 марта 2023 года дебютировал за «Оренбург» в матче чемпионата России против «Сочи» (4:0), выйдя на 82-й минуте матча. Свой первый мяч за команду забил 27 мая 2023 года в матче 29-го тура РПЛ против московского «Торпедо» (3:1), отличившись на 87-й минуте.

#### Аренда в «Енисей»
14 сентября 2023 года на правах аренды перешёл в красноярский «Енисей» до конца сезона 2023/2024. 27 сентября в матче 1/32 финала Кубка России против клуба «Луки-Энергия» (1:2) Данил дебютировал за красноярский клуб, выйдя на замену во втором тайме. Всего за «Енисей» он провёл 5 матчей во всех турнирах и, не отметившись результативными действиями, вернулся в «Оренбург».

#### Аренда в «Уфу»
22 февраля 2024 года на правах арендного соглашения перешёл в «Уфу» до конца сезона 2023/2024. 10 марта в матче Второй лиги против «Чайки» (2:2) он дебютировал за новую команду, выйдя на замену в конце матча.
4 июня 2024 года вместе с «Уфой» выиграл Вторую лигу. Всего за «Уфу» Данил провёл 3 матча и, не отметившись результативными действиями, по завершении аренды вернулся в «Оренбург».

#### Аренда в «Амкар»
25 июля 2024 года на правах полугодичной аренды перешёл в пермский «Амкар». 28 июля в матче Второй лиги против казанского «Сокола» (0:1) дебютировал за новый клуб, выйдя на замену во втором тайме. В конце декабря по завершении арендного соглашения вернулся в «Оренбург». За пермскую команду Капустянский провёл 5 матчей во всех турнирах.

## Карьера в сборной
В марте 2023 года был впервые вызван Иваном Шабаровым в сборную России до 19 лет. Дебютировал за команду 28 марта 2023 года в товарищеском матче против сборной Беларуси (U-19) (1:2), в котором отличился забитым мячом.

## Статистика выступлений
| Выступление      | Выступление      | Выступление      | Лига | Лига | Кубки | Кубки | Итого | Итого |
| Клуб             | Лига             | Сезон            | Игры | Голы | Игры  | Голы  | Игры  | Голы  |
| ---------------- | ---------------- | ---------------- | ---- | ---- | ----- | ----- | ----- | ----- |
| Оренбург         | Премьер-лига     | 2022/23          | 6    | 1    | 0     | 0     | 6     | 1     |
| Оренбург         | Итого            | Итого            | 6    | 1    | 0     | 0     | 6     | 1     |
| → Оренбург-2     | Вторая лига      | 2022/23          | 3    | 0    | 0     | 0     | 3     | 0     |
| → Оренбург-2     | Вторая лига      | 2023             | 8    | 1    | 0     | 0     | 8     | 1     |
| → Оренбург-2     | Итого            | Итого            | 11   | 1    | 0     | 0     | 11    | 1     |
| → Енисей         | Первая лига      | 2023/24          | 3    | 0    | 2     | 0     | 5     | 0     |
| → Енисей         | Итого            | Итого            | 3    | 0    | 2     | 0     | 5     | 0     |
| → Уфа            | Вторая лига      | 2024             | 3    | 0    | 0     | 0     | 3     | 0     |
| → Уфа            | Итого            | Итого            | 3    | 0    | 0     | 0     | 3     | 0     |
| → Амкар          | Вторая лига      | 2024             | 4    | 0    | 1     | 0     | 5     | 0     |
| → Амкар          | Итого            | Итого            | 4    | 0    | 1     | 0     | 5     | 0     |
| Всего за карьеру | Всего за карьеру | Всего за карьеру | 27   | 2    | 3     | 0     | 30    | 2     |

## Достижения
«Уфа»
- Победитель Второй лиги: 2023/24